# The Dirty Dozen (Krokus)
The Dirty Dozen è un album raccolta dei Krokus pubblicato nel 1993.

## Tracce
1. Night Wolf – 4:10
2. Bad Boys, Rag Dolls – 3:48
3. Playin' the Outlaw – 3:59
4. American Woman – 3:37 – cover dei The Guess Who
5. Down the Drain – 3:15
6. Stayed Awake All Night – 4:44 – cover dei Bachman-Turner Overdrive
7. Ready to Burn – 3:55
8. Rock City – 4:47
9. Easy Rocker – 5:28
10. Bedside Radio – 3:22
11. Heatstrokes – 4:00
12. Smelly Nelly – 3:42
13. She's Got Everything – 3:58
14. Long Stick Goes Boom – 5:12
15. Headhunter – 4:31
16. Eat the Rich – 4:16
17. Screaming in the Night – 6:40

## Album di provenienza
- 1980 - Metal Rendez-vous : tracce 10, 11.
- 1981 - Hardware : tracce 8, 9, 12, 13.
- 1982 - One Vice at a Time : tracce 2, 3, 4, 5, 14.
- 1983 - Headhunter : tracce 1, 6, 7, 15, 16, 17.